# Monte de Santa Trega
Monte de Santa Trega är ett berg i Spanien.   Det ligger i provinsen Provincia de Pontevedra och regionen Galicien, i den nordvästra delen av landet, 500 km väster om huvudstaden Madrid. Toppen på Monte de Santa Trega är 318 meter över havet.
Terrängen runt Monte de Santa Trega är lite kuperad. Havet är nära Monte de Santa Trega åt sydväst. Runt Monte de Santa Trega är det tätbefolkat, med 308 invånare per kvadratkilometer. Närmaste större samhälle är O Rosal, 5,9 km nordost om Monte de Santa Trega. 